# Hans Kollhoff
 (février 2008).
Si vous disposez d'ouvrages ou d'articles de référence ou si vous connaissez des sites web de qualité traitant du thème abordé ici, merci de compléter l'article en donnant les références utiles à sa vérifiabilité et en les liant à la section « Notes et références ».

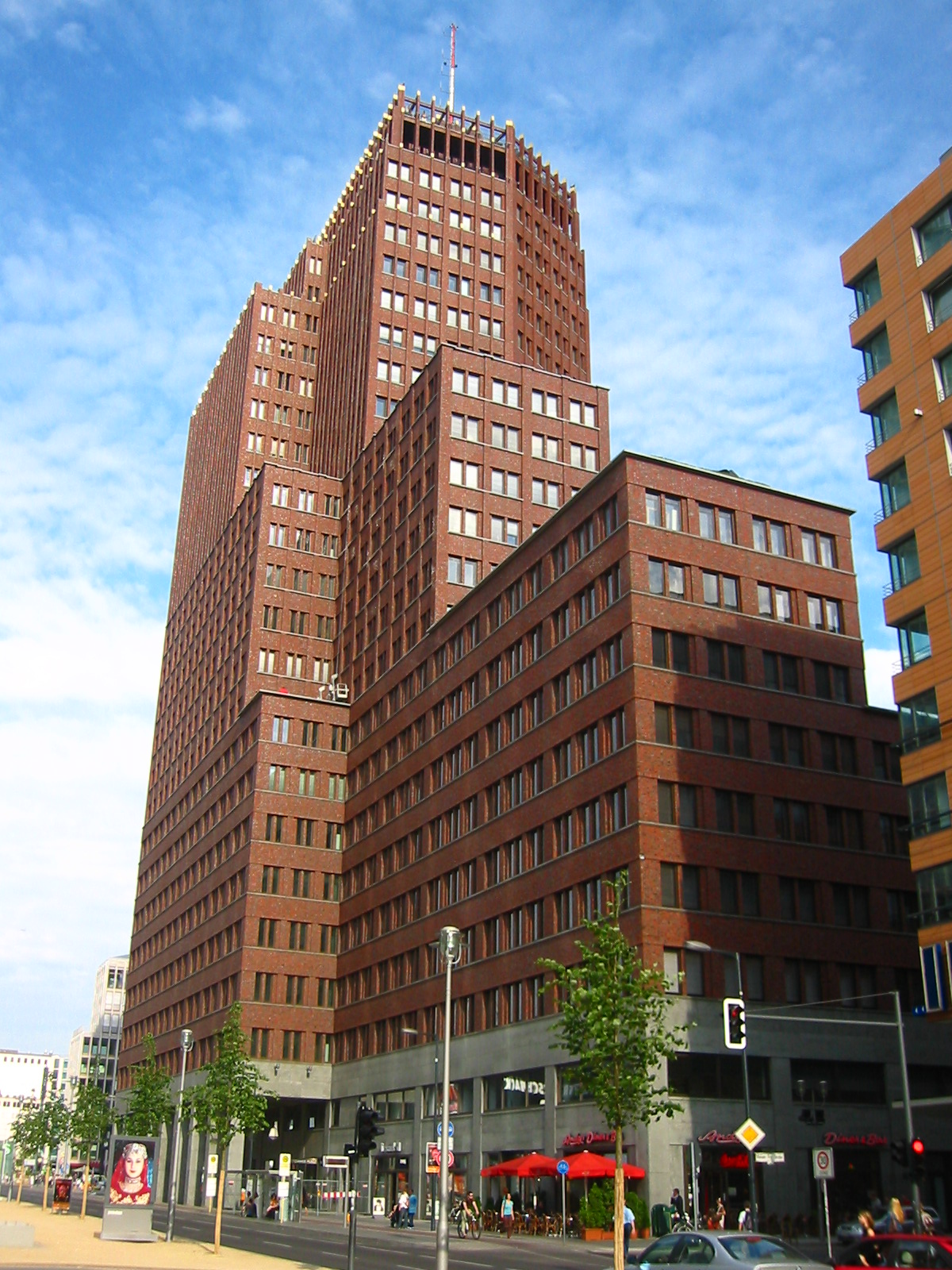
La Kollhoff-Tower, à Berlin

Hans Kollhoff, né le 18 septembre 1946, est un architecte allemand.
Il a étudié l'architecture de 1968 à 1973 à l’université de Karlsruhe avec Egon Eiermann et a été l’assistant d'Oswald Mathias Ungers.
Dans les années 1990, il a notamment conçu la Kollhoff-Tower, siège de cabinets d’avocats sur la Potsdamer Platz à Berlin, et dirigé la rénovation de la maison du Werderschen Markt où s’est installé l’office des Affaires étrangères.